# Lézan
Lézan – miejscowość i gmina we Francji, w regionie Oksytania, w departamencie Gard.
Według danych na rok 1990 gminę zamieszkiwało 870 osób, a gęstość zaludnienia wynosiła 91 osób/km² (wśród 1545 gmin Langwedocji-Roussillon Lézan plasuje się na 381. miejscu pod względem liczby ludności, natomiast pod względem powierzchni na miejscu 776.).